# Fin da bambino
Fin da bambino è un album in studio dei rapper italiani Primo e Ibbanez, pubblicato il 3 luglio 2012 dalla label Latlantide e distribuito dalla Edel Italy Srl.
L'uscita dell'album è stata anticipata da un teaser pubblicato sul canale YouTube ufficiale della label il 12 giugno 2012.

## Descrizione
Il disco è composto da 10 tracce, all'interno delle quali i due artisti si confrontano alternandosi nelle strofe. Ibbanez ha da sempre collaborato nei progetti dei Cor Veleno: è stato, infatti, il produttore esecutivo del loro primo album in studio, Sotto Assedio (1999), oltre ad aver collaborato anche ai successivi lavori del gruppo come Rock 'n' Roll (2001), Heavy metal (2004) e Bomboclat (2005).
Dall'album è stato estratto il singolo "Mantra" ed il relativo videoclip è stato pubblicato il 21 giugno 2012 sul canale YouTube dell'etichetta discografica.
Nell'album vi sono delle collaborazioni tra artisti veterani ed emergenti della scena rap italiana, come dimostrato dall'ultima traccia "I mostri remix".
Le tracce sono state prodotte interamente da Ill Grosso mentre la fase di mixaggio è stata curata da Squarta.
Nel 2013, tutte le tracce del disco sono state caricate sul canale YouTube della casa discografica.

## Tracce
1. Come va – 2:21 (testo: David Maria Belardi – Ivan Donadello – musica: Ill Grosso)
2. Mantra – 3:08 (testo: David Maria Belardi – Ivan Donadello – musica: Ill Grosso)
3. Fin da bambino – 3:33 (testo: David Maria Belardi – Ivan Donadello – musica: Ill Grosso)
4. John Wayne – 1:24 (testo: David Maria Belardi – Ivan Donadello – musica: Ill Grosso)
5. Maradona – 2:24 (testo: David Maria Belardi – Ivan Donadello – musica: Ill Grosso)
6. Stonato – 3:14 (testo: David Maria Belardi – Ivan Donadello – musica: Ill Grosso)
7. Per sé – 3:07 (testo: David Maria Belardi – Ivan Donadello – musica: Ill Grosso)
8. Non funziona (feat. Ill Grosso) – 3:53 (testo: David Maria Belardi – Ivan Donadello – musica: Ill Grosso)
9. Warmachine – 4:15 (testo: David Maria Belardi – Ivan Donadello – musica: Ill Grosso)
10. I mostri remix (feat. Gemitaiz, MadMan, Nicco BrokenSpeakers, Joice, Grandi Numeri, Briga, Ill Grosso, Roc Birken, Dasly, Santiago, Tormento, Nayt) – 11:58 (testo: David Maria Belardi – Ivan Donadello – musica: Ill Grosso)